# Монте-Гримано-Терме
Монте-Гримано-Терме (итал. Monte Grimano Terme) — коммуна в Италии, располагается в регионе Марке, в провинции Пезаро-э-Урбино.
Население составляет 1250 человек (2008 г.), плотность населения составляет 52 чел./км². Занимает площадь 24 км². Почтовый индекс — 61010. Телефонный код — 0722.
Покровителем коммуны почитается святой Сильвестр, празднование 31 декабря.

## Демография
Динамика населения:

## Администрация коммуны
- Официальный сайт: https://web.archive.org/web/20071222020359/http://www.comune.montegrimanoterme.it/